# Anna Urbanowicz
Anna Maria Augustyn-Urbanowicz (ur. 3 września 1942 w Częstochowie) – polska polityk, nauczycielka, urzędnik samorządowy, posłanka na Sejm X, I i II kadencji, w latach 1992–1993 wiceminister edukacji.

## Życiorys
Od 1962 pracowała jako nauczycielka szkół podstawowych w Częstochowie, Skierniewicach i Łyszkowicach. Ukończyła w 1976 studia nauczycielskie na Akademii Wychowania Fizycznego w Katowicach. W latach 80. działała w „Solidarności” w województwie skierniewickim, był też członkinią zarządu Regionu Mazowsze związku. Po wprowadzeniu stanu wojennego została w grudniu 1981 internowana, przetrzymywana w ośrodku odosobnienia dla internowanych kobiet w Gołdapi, zwolniona w lipcu 1982. Później wszczęto wobec niej z przyczyn politycznych postępowanie związane z działaniem w podziemnych strukturach NSZZ „S” i dystrybucją wydawnictw niezależnych, które umorzono w 1983 na mocy amnestii.
Sprawowała mandat posłanki X kadencji z ramienia Komitetu Obywatelskiego, a następnie I i (od 1996) II kadencji z listy Unii Demokratycznej. Od 31 lipca 1992 do 23 listopada 1993 pełniła funkcję wiceministra edukacji narodowej. Po 1993 pracowała jako dyrektor wydziału oświaty w Urzędzie Gminy Warszawa-Centrum.
Należała do UD i Unii Wolności. Później nie udzielała się politycznie, w 2005 wzięła udział w organizowanym przez Platformę Obywatelską forum oświatowym. W 2008 została powołana do Rady Edukacji Narodowej, organu doradczego przy minister Katarzynie Hall.
Odznaczona Złotym Krzyżem Zasługi (1981) oraz Krzyżem Oficerskim Orderu Odrodzenia Polski (2008). W 2016 otrzymała Krzyż Wolności i Solidarności.